# Oratorio di San Bernardino da Siena
L'oratorio di San Bernardino da Siena è un edificio religioso di Malesco, in provincia del Verbano-Cusio-Ossola, adiacente alla chiesa dei Santi Pietro e Paolo.

La chiesa fa parte dell'ecomuseo Ed Leuzerie e di Scherpelit.

## Storia
Probabilmente alla fine del XV secolo, fu istituita a Malesco la Confraternita di San Bernardino. È probabile che l'oratorio nacque proprio in quel periodo, in forme più ridotte rispetto all'edificio attuale.
L'edificio subì le prime importanti modifiche quando, nel 1762, fu allungata la chiesa dei Santi Pietro e Paolo: si dovette procedere ad una completa ricostruzione dell'oratorio, che da ovest-est cambiò l'orientamento a nord-sud. Questa ricostruzione risale al 1772-1777 e fu ultimata nel 1790. 
Nel 1828 fu posizionato l'organo a canne realizzato dal craveggese Domenico Zani. Nel corso dell'Ottocento fu rifatta la pavimentazione, con l'attuale struttura a scacchiera che alterna piastrelle bianche in marmo di Scaredi e nere in pietra ollare, materiale facilmente reperibile in zona.

## Architettura
L'edificio presenta una pianta di forma quadrata e la facciata, caratterizzata dalla porta d'ingresso sovrastata da una finestra stondata, culmina con un timpano curvilineo.
All'interno si trovano interessanti forme tardo barocche e sono presenti ricche decorazioni. Nella cupola è affrescata la Gloria di San Bernardino da Siena e sui pennacchi sono raffigurate le quattro virtù cardinali (Prudenza, Giustizia, Fortezza e Temperanza), tutte opere di Giuseppe Antonio Maria Torricelli del 1777. La volta del coro fu invece affrescata nel 1787 da Carlo Giuseppe Peretti con putti, vasi di fiori e altri motivi ornamentali.
Alle spalle dell'altare è posizionata una grande tela ad olio opera del maleschese Giosuè Pollini raffigurante San Bernardino, ai cui lati si trovano l'Annunciazione e la Visitazione, dipinti da Antonio Sotta, altro artista maleschese. Un'opera di grande importanza è la tela che rappresenta la Deposizione, realizzata dallo spagnolo Bartolomé Román e donata nel 1865 da Giovan Maria Pollini.